# Reopexie
Reopexie  is de eigenschap van een niet-newtoniaanse vloeistof, waarbij de viscositeit bij een constante schuifspanning door de tijd toeneemt. Na het opheffen van de schuifspanning keert de beginviscositeit niet direct weer terug. Reopexie treedt op doordat de deeltjes door de optredende afschuifspanning vaker met elkaar in botsing komen dan zonder deze afschuifspanning. Hierdoor gaan de deeltjes elkaar wegdrukken en wordt de viscositeit hoger. Dit verschijnsel treedt voornamelijk op bij geconcentreerde dispersies.
Reopexie is nauw verwant aan dilatantie, waarbij de viscositeit alleen tijdens de uitoefening van de schuifspanning hoger is. Ook wordt het volume hierbij groter. De oorzaak is hetzelfde. De structuur van de vloeistof verandert, waardoor er grotere wisselwerkingen tussen de deeltjes optreden.
Het tegengestelde van reopexie is thixotropie. Reologie is de wetenschap die zich bezighoudt met de vervorming- en vloei-eigenschappen van vloeistoffen.

## Voorbeelden van reopectische vloeistoffen
- Droog zand. Dit kan met een eenvoudig experiment aangetoond worden:
  - Een ballon wordt zover met zand gevuld dat de ballon net nog niet uitgerekt wordt en dan dichtgeknoopt. De ballon met zand voelt zacht aan en bij het erop drukken treden slechts kleine schuifspanningen op. Als de ballon echter hard op de grond gegooid wordt vervormt de ballon sterk en ontstaan grote schuifspanningen. De ballon behoudt daarna zijn vorm en voelt stabiel aan. De zandkorreltjes zijn door de schuifspanningen aan elkaar gaan kleven. De ballon zorgt er alleen voor dat de zandkorreltjes aan het oppervlak niet los kunnen laten waardoor anders het zand direct uit elkaar zou vallen.
  - In een cilindervormig vat wordt een stok geplaatst en wordt het vat verder gevuld met droog zand. Het zand wordt door op het vat te kloppen verder verdicht. Wanneer de stok omhoog getrokken wordt treden er schuifspanningen op en gaan de zandkorreltjes aan elkaar kleven. Hierdoor wordt het gehele vat mee omhoog getrokken. Na enige tijd relaxeren de zandkorreltjes zich echter en kunnen ze langs elkaar glijden, waardoor de stok uit het vat getrokken kan worden en het vat naar beneden valt.
- Vloeistofkoppeling. Bij een te grote schuifspanning koppelt de koppeling en blijft daarna gesloten.
- Sommige smeermiddelen.